# Синиша Мали
Синиша Мали (Београд, 25. август 1972) српски је политичар и економиста. Од 2018. обавља функцију министра финансија, а 2022. и функцију првог потпредседника Владе. Члан је Српске напредне странке (СНС). Између 2013. и 2014. био је председник Привременог органа града Београда, а од 2014. до 2018. градоначелник Београда.
Откривање плагијата у докторској дисертацији Малог био је један од покретача антивладиних протеста који су довели до дванаестодневне студентске блокаде главне зграде Универзитета у Београду. Докторат му је касније одузет. Сматрајући да му је докторат неправедно одузет, Мали је покренуо судски процес, а Управни суд је у марту 2023. године донео пресуду којом је поништио претходну одлуку Сената Универзитета о одузимању доктората. Mарта 2023. године је Управни суд у Београду донео одлуку којом се поништава одлука Универзитета у Београду. Мали је након контроверзи око плагирања делове докторске тезе, поново докторирао у иностранству, на универзитету у Словачкој.

## Биографија

### Образовање
Синиша Мали рођен је у Београду, 25. августа 1972. године, где је и завршио основну школу и Пету београдску гимназију.
Дипломирао је на Економском факултету Универзитета у Београду, након чега је и магистрирао 1998. године на тему Трговинске изложбе као инструмент промоције предузећа на истом факултету. Исте године је добио стипендију Рон Браун и уз помоћ исте магистрирао 1999. године на Вашингтоновом универзитету у Сент Луису, на смеру финансија, са титулом Мастер пословне администрације (енгл. Master of Business Administration, скр. MBA). Током студија у САД је радио као асистент на пет предмета из области пословних финансија, а након студија је примио награду као најбољи студент у области финансија.
Докторску дисертацију бранио је 2013. године на тему Креирање вредности кроз процес реструктурирања и приватизације - Теоријске концепције и остварени резултати у Србији на Факултету организационих наука Универзитета у Београду. У јуну 2017. године завршио је Високе студије безбедности и одбране, највиши ниво усавршавања у Војсци Србије.
На Техничком универзитету у Кошицама у Словачкој је 2020. године уписао докторске студије на финанскијском смеру. У августу 2022. године му је одобрена докторска теза, коју је одбранио у јуну 2023. године под називом Ефекат лепљивог папира у Републици Србији (енгл. The Flypaper Effect in the Republic of Serbia).
Носилац је звања Chartered Financial Analyst (CFA) и члан CFA института̄ Serbian Business Angels Network, Fulbright Alumni Association of Serbia и British-Serbian Business Club. Поседује лиценцу портфолио менаџера, коју издаје Комисија за хартије од вредности Републике Србије.

### Пословна каријера
Фебруара 2001. године постављен је за помоћника министра за приватизацију у склопу Министарства за привреду и приватизацију Владе Републике Србије. Крајем 2001. године, након оснивања Агенције за приватизацију 17. јула, прелази на место директора Центра за тендерско-аукцијску приватизацију, реструктурирање и тржиште капитала у тој Агенцији. На тој функцији остаје све до краја 2003. године. Почетком 2004. године основао је своју компанију која се бави саветовањем у области куповине и продаје предузећа (енг. merger&acuisitions), финансијског реструктурирања, консолидације пословања и саветовања компанија ради побољшања њихових финансијских перформанси. Пре него што је постао помоћник министра за приватизацију, радио је у "Credit Suisse First Boston" у Њујорку у "Mergers & Acquisitions" групи, где је био задужен за послове куповине и продаје предузећа, реструктурирања и консолидације пословне анализе. Пре тога провео је четири године као руководилац у једној од четири највеће консултантске фирме на свету, "Deloitte & Touche", од чега две године у Прагу и две године у Београду, где је радио на пословима приватизације, куповине и продаје предузећа, реструктурирања и консолидације, пословне анализе итд.

### Политичка каријера
Мали улази у политику 2001. године, исте године постављен је за помоћника министра за приватизацију у Министарству за привреду и приватизацију Владе Републике Србије. Крајем те године прелази у Агенцију за приватизацију, где је био директор Центра за тендерску приватизацију. На тој функцији остаје до краја 2003. године.
Године 2012. Синиша Мали постаје саветник првог потпредседника Владе Републике Србије за економска питања. Након што се кратко задржао на тој позицији, одлуком Владе РС, 18. новембра 2013. године постављен је за председника Привременог органа града Београда и ту остаје до расписивања избора 16. марта, након чега долази на место градоначелника Београда. Као први човек Београда, покренуо је програм финансијске консолидације у циљу одржавања фискалне стабилизације. Преполовио је дуг града Београда, који је износио 1,2 милијарде евра, и смањио буџетски дефицит за четири пута. Спровео је програм консолидације јавних и јавно - комуналних предузећа, а Београд је по први пут добио кредитни рејтинг 2016. године, који је након тога и повећан тако да сада износи БА3. Покренуо је велике инвестиционе пројекте у граду Београду, од којих је најзначајнији „Београд на води”, вредан 3,5 милијарди евра. У току мандата Синише Малог покренут је нови инвестициони циклус па су, између осталог, отворени робна кућа ИКЕА и хотел „Хилтон“, а после више од 10 година Београд је добио и прву фабрику - „МеиТа“ у Обреновцу. Комплетно је реконструисан Трг Славија, као и велике градске саобраћајнице попут Булевара ослобођења, Рузвелтове и Улице Мије Ковачевића. Железничка станица Београд центар (Прокоп) је после 40 година почела са радом, а изграђене су и приступне саобраћајнице тој станици. Отворен је Пупинов мост на Дунаву, а изграђен је и нови булевар од Моста на Ади до Тошиног бунара. Завршена је изградња фабрике воде "Макиш 2". 
Почели су радови на претварању центра града у пешачку зону, у оквиру којих је Обилићев венац у потпуности реконструисан и затворен за саобраћај, а реконструисани су и Косанчићев венац и улица Вука Караџића. Рестаурирано је око 200 фасада у центру града. Изграђене су стотине километара асфалтних путева, као и водоводне и канализационе мреже. Након што је 10 година био затворен за јавност, Музеј савремене уметности је поново почео са радом. Почела је комплетна реконструкција парка Ушће, као и изградња пешачке пасареле између Калемегдана и Бетон хале. Потписани су уговори за изградњу Фабрике за прераду отпада у Винчи, фабрике за прераду отпадних вода у Великом селу и за изградњу топлодалековода Обреновац - Нови Београд. На месту градоначелника се задржао до маја 2018. године, када прелази на функцију министра финансија у Влади Републике Србије, коју тренутно обавља. Мали је четири пута биран за министра финансија, а тренутно обавља и функцију првог потпредседника Владе, на коју је изабран у мају 2024. године. За време његовог мандата, Србија је ушла у круг најбрже растућих економија у Европи, незапосленост је на историјски ниском нивоу, а запосленост на историјски високом нивоу. Србија привлачи и рекордан број страних директних инвестиција, а спроведен је и низ реформи за побољшање привредног амбијента, као што су е-фактуре, е-фискализација, е-отпремнице.
Захваљујући добрим резултатима, Министарство финансија је за време пандемије корона вируса помогло привреду и грађане са пакетом од девет милијарди евра, што је сачувало ниво привредне активности. Као председавајући радне групе за кандидатуру за домаћина специјализоване изложбе Експо 2027, водио је низ активности које су довеле до тога да Србија постане домаћин ове престижне изложбе.
У складу са тим, Министарство које води је инвеститор пројекта изградње Експо комплекса и Националног стадиона, а води и радну групу за изградњу београдског метроа, која је почела после неколико деценија. За време његовог мандата, Србија је по први пут добила инвестициони рејтинг, и то од агенције S&P у октобру 2024. године.

### Награде и признања
Добитник је награде "Најевропљанин 2014" за пројекат развоја и реконструкције Београда. Европски покрет у БиХ му је, док је био на функцији градоначелника, 2017. године доделио признање "Најтолерантнији град у региону". За време његовог мандата Београд је на Светском сајму туризма у Шангају у НР Кини проглашен за најпопуларнију дестинацију.
Синиши Малом је крајем октобра 2019. уручен „Орден Великомученика Крагујевачких првог степена“, Српске православне цркве. То признање уручио му је Владика Јован, уз благослов Патријарха српског Иринеја, у Храму силаска Светог духа на апостоле у селу Барзиловица код Лазаревца. Према писању медија, Мали је 2018, као градоначелник Београда, издвојио средства која су била неопходна како би се после десет година завршио храм. Неколико дана пре уручења ордена, Влада Србије донела је решење о издвајању средстава у износу од 116 милиона и 137 хиљада динара из буџетских резерви, као недостајућа средства за реализацију доплатне марке „Изградња Спомен-храма Светог Саве“. Решење је потписао потпредседник владе, Небојша Стефановић, док је под тачком три наведено да се о реализацији стара министарство финансија.
У марту 2023. године, Национална алијанса за локални економски развој (НАЛЕД) је Малом доделила награду Реформатор године „за реформе које се односе на унапређење пословања приведе и њено административно и парафискално растерећење”.
У јуну 2024. године добио је највише признање Града Крушевца, Видовданску награду за 2024. годину, за изузетан допринос економском, привредном и друштвеном развоју Републике Србије и Града Крушевца.

## Контроверзе

### Плагирани докторат
Јула 2014. године, веб-сајт "Пешчаник" је објавио текст којим се доводи у питање аутентичност докторске тезе Синише Малог. Синиша Мали је тим поводом рекао да "стоји иза свог рада" Недуго потом, 20. јануара 2015. године, Симон Циферт (Szymon Cyfert), главни и одговорни уредник журнала "Организација и менаџмент", у ком је објављен научни рад Синише Малог, повлачи његов текст "Креирање вредности кроз процес реструктурирања и приватизације" (Value creation through restructuring - key value drivers and value creation models), уз објашњење да су неки делови текста "скоро идентични докторској тези Стифаноса Хајлемериама", "Креирање корпоративне вредности, управљање и приватизација: реструктурирање и вођење предузећа у транзицији - случај Еритреје", Универзитет у Гронингену (2001) (Corporate value creation, governance and privatisation: restructuring and managing enterprises in transition – the case of Eritrea, University of Groningen, 2001). Након ревизије текста коју је поднео главни коаутор, уредништво часописа је поново објавило поменуту студију са уводном назнаком Corrigendum у којој је наведен још један извор из литературе која је коришћена приликом израде студије, а која је у претходној верзији техничком грешком изостављена.
Током 2016. и почетком 2017, академик Душан Теодоровић је, након детаљне анализе, утврдио да је докторат Синише Малог „страшан плагијат”. Теодоровић је изјавио и да је у овом случају „понижена академска заједница у Србији”. Сенат Универзитета у Београду затражио је формирање комисије која ће испитати читав случај. Комисија за преиспитивање оригиналности докторске дисертације је формирана почетком 2019. године, а у марту је донела стручно мишљење о оригиналности дисертације, где је закључила да докторска дисертација Синише Малог није плагијат, већ аутентичан допринос научним схватањима и иновацијама. Наставно-научно веће Факултета организационих наука је почетком маја 2019. године усвојило извештај Етичке и Стручне комисије. Са друге стране, Сенат Универзитета одлучио је „да не додели звање доктора наука актуелном министру финансија Синиши Малом јер жели да сачека евентуалне жалбе на извештај комисије Факултета организационих наука”.
21. новембра 2019. године, Одбор за професионалну етику Универзитета у Београду је прогласио његову дисертацију за плагијат и упутио захтев сенату да то и потврди. Уставни суд Србије је у јуну 2022. године, одлучио да поједине одредбе Правилника о поступку утврђивања неакадемског понашања у изради писаних радова, које уређују процедуре одузимања звања због изречене мере јавне осуде за повреде Кодекса професионалне етике Универзитета у Београду, као и поједини ставови и одредбе Статута Универзитета у Београду – нису у сагласности са Уставом и законом. Иначе, наведени прописи, који нису у сагласности са Уставом и законом, и који повређују два темељна уставна начела: владавину права и забрану повратног дејства прописа (ретроактивност), јесу прописи на основу којих је Синиши Малом поништена диплома о стеченом називу доктора наука. То практично значи да би Малом требало да буде враћен докторат, јер су прописи на основу којих је поништен неуставни и незаконити. У марту 2023. године је и Управни суд донео пресуду којом је поништио претходну одлуку Сената Универзитета о одузимању доктората, чиме би Синиши Малом требало да буду враћени диплома и докторат.

### Београд на води, случај Савамала
Током мандата Синише Малог на месту Градоначелника Београда започета је реализација контроверзног пројекта Београд на води. Овај пројекат су критиковала струковна и грађанска удружења са архитектонских, урбанистичких, економских и правно-процедуралних становишта.
У ноћи између 24. и 25. априла 2016. године, непосредно по завршетку одржавања ванредних парламентарних избора, непознати починиоци противправно су срушили део Херцеговачке улице у срцу четврти Савамала. Маскирана лица су уз помоћ багера рушила зграде за које није постојао налог за уклањање. Грађани који су се у време рушења затекли у овој улици лишавани су слободе кретања, легитимисани су и везивани, а одузимани су им и лични предмети. Такође, заштитник грађана Саша Јанковић је у поступку контроле утврдио да је те ноћи полиција одбијала да реагује на позиве грађана, те да су дежурни оператери објашњавали да је наређење за такво поступање стигло „с врха“.
Дана 8. јуна 2016. године премијер Србије Александар Вучић објавио је да иза рушења у Херцеговачкој улици стоје највиши органи градске власти и најавио да ће они због тога сносити одговорност. Дана 13. фебруара 2017. године инфо-портал „КРИК“ објавио је интервју са Маријом Мали, бившом супругом Синише Малог. Она је у том интервјуу новинарима испричала да јој се градоначелник Мали 25. априла 2016. похвалио да је учествовао у рушењу тј. да је он лично организовао „акцију рашчишћавања“ („Дошли су људи усред ноћи, мало тамо нешто полупали.“). Синиша Мали је до сада одбијао да одговори на питања новинара о оптужбама које је изнела његова бивша супруга.
Догађаји у Херцеговачкој улици покренули су на београдским улицама низ масовних грађанских протеста које је организовала иницијатива "Не да(ви)мо Београд". Са протеста су упућивани захтеви за хитном оставком Синише Малог.
До данас надлежно тужилаштво није покренуло истрагу поводом бесправног рушења у Херцеговачкој, нити је ико из градске власти смењен.

### Спорна имовина
У октобру 2015. године „КРИК“ је објавио документа из званичног пословног регистра Бугарске која показују да је Синиша Мали директор две оф-шор компаније са Британских Девичанских Острва, те да је преко њих купио 24 стана у луксузном бугарском летовалишту "Свети Никола". Мали је тврдио да је на тим документима његов потпис фалсификован, али јавности до данас није приложио доказе за своје тврдње. Исти портал изнео је и индиције да је Синиша Мали користио положај у Агенцији за приватизацију у циљу илегалног стицања имовине за себе и своју породицу.
Шест година касније, Крик је доставио нова документа која су доказала да је Мали ипак био власник свих 24 стана у овом летовалишту, 12 станова је купио преко своје офшор фирме Биргам холдинг енд финанс (Ерма 11), 11 преко такође офшор фирме Етхам инвест енд финанс (Ерул 11), а само један стан је купио на своје име. Споменуте фирме су регистроване на Британским Девичанским Острвима како би се избегло плаћање пореза у Србији, јер је у споменутој карипској земљи знатно мањи порез него онај у Србији. Ови подаци су процурели у оквиру скандала Пандорини папири, а на њима се налазе, поред Малог, и многи политичари из региона, као што је црногорски председник Мило Ђукановић и бивши чешки премијер Андреј Бабиш (који је прва жртва Пандориних папира јер је недуго после објављивања документа изгубио на изборима). Мали је на те тврдње одговорио да је већ доказао да нема 24 стана, те поручио новинарима да уколико мисле да нешто није у складу са законом, да се обрате надлежним институцијама. Рекао је и да има један стан у Бугарској, где летује са децом већ 10 година.

## Приватни живот
Отац четворо деце. Разведен. Активан је спортиста. Од 2017. године је редовни учесник полумаратонских трка (21,1 km) у оквиру „Београдског маратона“. Као министар финансија истрчао је своју прву маратонску трку (42 km) 11. новембра 2018. на маратону у Атини. Септембра 2019. године Синиша Мали је такође истрчао и цео маратон у Берлину.  Мали је затим трчао маратоне у Лондону, Њујорку, Бостону, Чикагу и Токију, чиме је последњом трком у марту 2023. године добио признање „Six Star Medal“. У септембру 2023. године успешно је завршио Ironman тријатлон у Емилији—Ромањи, Италија, са резултатом 13:24:07.

## Признања
Носилац је ордена Великомученика Крагујевачких првог степена, уз благослов Патријарха српског Иринеја, а који му је уручио Владика Шумадијски Јован. Почасни је носилац црног појаса у теквондоу 5. дан за допринос развоју спорта уопште, а нарочито теквондоа.
Течно говори енглески језик, служи се грчким и учи кинески језик.